# Volkwin Weigel
Volkwin Weigel (auch Volcuinus Vigelius; * um 1516 in Wetter; † 24. April 1579 in Kassel) war ein deutscher Professor für Mathematik an der Philipps-Universität Marburg und hessischer Leibarzt. Er ist Vorfahre der achten Generation von Johann Wolfgang von Goethe.

## Leben
Volkwin Weigel wurde um 1516 als Sohn des späteren Oberbürgermeisters von Wetter, Peter Weigel, geboren. Er immatrikulierte sich im Jahr 1527 an der Universität Marburg. Nach weiteren Studien in Löwen, Paris und Montpellier (immatrikuliert am 19. Juli 1542) wurde er 1544 Professor für Mathematik in Marburg. Am 20. April 1549 wurde er zum Doktor der Medizin promoviert und war im Sommersemester 1550 Rektor der Marburger Hochschule. Ab 1553 wirkte er als Leibarzt des Landgrafen Philipp des Großmütigen in Kassel. Ebenfalls im Jahre 1549 heiratete er Margarethe Grebe. 1564 wurde er Bürger der Stadt Kassel. Nach dem Tod Philipp des Großmütigen wurde er ab Mai 1567 Leibarzt des Landgrafen Wilhelm IV.

## Nachweise
- Carl Knetsch: Ahnentafel Johann Wolfgang Goethes (Memento vom 3. März 2007 im Internet Archive) (PDF; 181 kB), Leipzig 1932 (überarbeitete Fassung), S. 13f mit Anm. 54 (Online-Ressource, aufgerufen am 5. August 2011.)
- Volkwin Vigelius. In: Genealogie Wiegel – Die Familie Wiegel in Fulda, im Umland und weitere Familien. Abgerufen am 5. August 2011.

| Personendaten    | Personendaten                               |
| ---------------- | ------------------------------------------- |
| NAME             | Weigel, Volkwin                             |
| ALTERNATIVNAMEN  | Vigelius, Volcuinus                         |
| KURZBESCHREIBUNG | deutscher Mathematiker, hessischer Leibarzt |
| GEBURTSDATUM     | um 1516                                     |
| GEBURTSORT       | Wetter                                      |
| STERBEDATUM      | 24. April 1579                              |
| STERBEORT        | Kassel                                      |